# 標準時間
標準時間是在同一時區內的不同地區，捨棄地區性的子午線定出的太陽時或地方平時，而共同採用的同步時間。這種時間計算制度是由世界時衍生出來的。有些國家及地區會使用日光節約時間，但標準時間的表記上也許不會提到日光節約時間。

## 歷史

### 英國
早在1847年12月11日，英國的鐵路業者就使用標準時間，當時是以格林威治平時做標準。到了1855年，英國大部分供公眾使用的時鐘都使用格林威治平時顯示時間。

### 北美洲
1883年之前，北美洲普遍都採用地方平時，不僅造成當地時間的紊亂無序，也導致地方和全國的火車時刻表非常複雜。1879年2月8日，加拿大的史丹佛·佛萊明在加拿大皇家學院的會議上提出標準時間的提案，以交會在芝加哥為首的主要鐵路採用了標準時間的系統。在鐵路如此做之後，許多的州几乎都立刻跟進採用這套新的系統，但美國聯邦政府差不多在40年之後才接納這套系統。
2007年，美國聯邦政府頒布一項聯邦法律，正式以協調世界時做為標準時間的依據，由美國商務部（轄下的國家標準技術研究所）和美國海軍（轄下的美國海軍天文臺）來播送標準時間（H.R. 2272：2007年的21世紀競爭力法）。

### 引用
1. ↑  21st Century Competitiveness Act of 2007, Section 3013. H.R. 2272: 110th CONGRESS House Bills, January 4, 2007.